# كاثي سميث (مخرجة)
كاثي سميث (بالإنجليزية: Kathy Smith)‏ هي مخرجة أسترالية، ولدت في 1963.